# Boyacá
Boyacá är ett av Colombias departement, grundat 1858, som ligger i nordöstra Colombia i Colombias ander. Boyacá gränsar mot departementen Norte de Santander, Santander, Antioquia, Caldas, Cundinamarca, Casanare och Arauca, samt med Venezuela. Huvudstaden heter Tunja. Andra stora städer är Duitama och Sogamoso.

## Provinser och kommuner
Boyacá indelas i 123 kommuner (spanska municipios) som är organiserade i 13 provinser, ett särskilt område och ett gränsande distrikt:
| 1. Cómbita 2. Cucaita 3. Chiquiza 4. Chivatá 5. Motavita 6. Oicatá 7. Siachoque 8. Samacá 9. Sora 10. Soracá 11. Sotaquirá 12. Toca 13. Tunja 14. Tuta 15. Ventaquemada 1. Boavita 2. Covarachía 3. La Uvita 4. San Mateo 5. Sativanorte 6. Sativasur 7. Soatá 8. Susacón 9. Tipacoque 1. Briceño 2. Buenavista 3. Caldas 4. Chiquinquirá 5. Coper 6. La Victoria 7. Maripí 8. Muzo 9. Otanche 10. Pauna 11. Quipama 12. Saboyá 13. San Miguel de Sema 14. San Pablo de Borbur 15. Tununguá 1. Almeida 2. Chivor 3. Guateque 4. Guayatá 5. La Capilla 6. Somondoco 7. Sutatenza 8. Tenza | 1. Chiscas 2. El Cocuy 3. El Espino 4. Guacamayas 5. Güicán 6. Panqueba 1. Labranzagrande 2. Pajarito 3. Paya 4. Pisba 1. Berbeo 2. Campohermoso 3. Miraflores 4. Páez 5. San Eduardo 6. Zetaquirá 1. Boyacá 2. Ciénega 3. Jenesano 4. Nuevo Colón 5. Ramiriquí 6. Rondón 7. Tibaná 8. Turmequé 9. Umbita 10. Viracachá 1. Chinavita 2. Garagoa 3. Macanal 4. Pachavita 5. San Luis de Gaceno 6. Santa María 1. Arcabuco 2. Chitaraque 3. Gachantivá 4. Moniquirá 5. Ráquira 6. Sáchica 7. San José de Pare 8. Santa Sofía 9. Santana 10. Sutamarchán 11. Tinjacá 12. Togüí 13. Villa de Leyva | 1. Aquitania 2. Cuitiva 3. Firavitoba 4. Gámeza 5. Iza 6. Mongua 7. Monguí 8. Nobsa 9. Pesca 10. Sogamoso 11. Tibasosa 12. Tópaga 13. Tota 1. Belén 2. Busbanzá 3. Cerinza 4. Corrales 5. Duitama 6. Floresta 7. Paipa 8. Santa Rosa de Viterbo 9. Tutasá 1. Beteitiva 2. Chita 3. Jericó 4. Paz de Río 5. Socotá 6. Socha 7. Tasco 1. Cubará 1. Puerto Boyacá |